# 罗承烈
罗承烈（1899年—1989年），曾用名罗谨先，四川涪陵人，中国政治人物，中国国民党革命委员会中央委员会原常务委员，四川省政协原副主席，第三、五、六届全国人大代表。